# Лейтенант-адмирал-генерал
Лейтенант-адмирал-генерал (нидерл. Luitenant-admiraal-generaal, англ. Lieutenant Admiral-General) — упразднённое военно-морское звание в Голландии. В Королевских военно-морских силах Нидерландов являлось званием выше лейтенант-адмирала, но ниже звания адмирал-генерала.
За воинские заслуги знаменитому флотоводцу Нидерландов XVII века — Корнелису Тромпу, в 1665 году временно исполнял обязанности Верховного главнокомандующего флотом Нидерландов, с 8 мая 1678 года был адмирал-генералом Дании), было присвоено военно-морское звание (чин) лейтенант-адмирал-генерал.